# Katherine Bell (Volleyballspielerin)
Katherine Briana Bell (* 5. März 1993 in San Diego) ist eine US-amerikanische Volleyballspielerin. Sie spielt auf der Position Diagonal.

## Erfolge Verein
Big 12 Conference Meisterschaft:
- 2012, 2013, 2014, 2015

NCAA Meisterschaft:
- 2013
- 2014, 2015

PSL Grand Prix Meisterschaft:
- 2018, 2019[2]